# 帕赖维埃耶波斯特
帕赖维埃耶波斯特（法語：Paray-Vieille-Poste，法語發音：[paʁɛ vjɛj pɔst] ⓘ）是法国法兰西岛大区埃松省的一个市镇，属于帕莱索区。

## 地理
帕赖维埃耶波斯特（48°42'29"N, 2°21'46"E）面积6.14 平方千米，位于法国法蘭西島大區埃松省，该省份为法国北部内陆省份，北起上塞纳省和马恩河谷省，西接厄尔-卢瓦省和伊夫林省，南至卢瓦雷省，东临塞纳-马恩省。
与帕赖维埃耶波斯特接壤的市镇（或旧市镇、城区）包括：兰日斯、奥尔日河畔萨维尼、阿蒂斯蒙斯、莫朗日斯、维苏、奥利、鲁瓦新城。
帕赖维埃耶波斯特的时区为UTC+01:00、UTC+02:00（夏令时）。

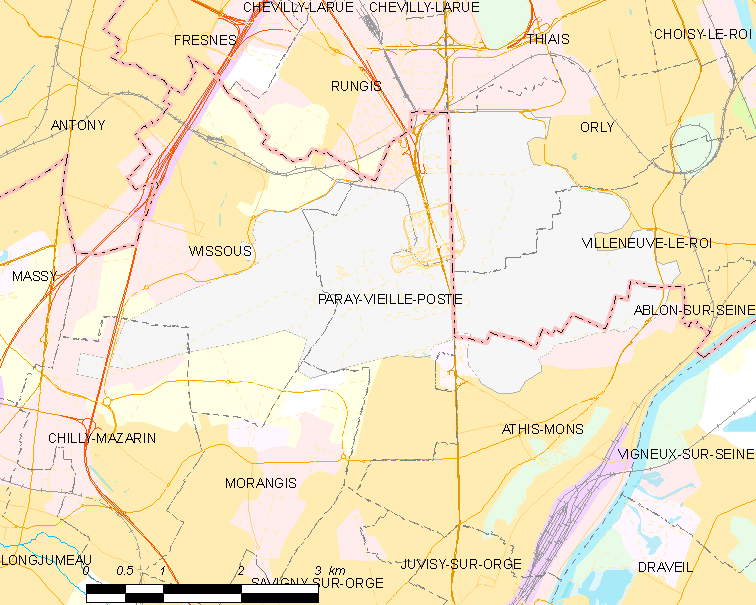
帕赖维埃耶波斯特的OSM定位图

## 行政
帕赖维埃耶波斯特的邮政编码为91550、94390，INSEE市镇编码为91479。

## 政治
帕赖维埃耶波斯特所属的省级选区为阿蒂斯蒙斯县。

## 人口

1962-2008年间帕赖维埃耶波斯特人口变化图示

帕赖维埃耶波斯特于2022年1月1日时的人口数量为7956人。